# Sorgente di raggi X supermolli
In astronomia, una sorgente di raggi X supermolli (in lingua inglese super soft X-ray source) è un oggetto celeste in grado di emettere una grande quantità di raggi X a bassa energia, ancora più bassa dei raggi X molli, e detti pertanto raggi X supermolli. Tali radiazioni possiedono delle energie comprese tra 0,09 e 2,5 keV, mentre i raggi X duri possiedono energie molto superiori, dell'ordine degli 1-20 keV.
I raggi X supermolli si originerebbero, secondo gli astrofisici, dalla costante fusione sulla superficie di una nana bianca della materia acquisita tramite il trasferimento di massa dalla compagna in un sistema binario stretto; tale meccanismo necessita tuttavia di un flusso di materia sufficientemente intenso da sostenere la fusione. Il meccanismo opposto è l'esplosione di una nova, in cui un flusso meno intenso fa sì che la fusione avvenga più sporadicamente. 
Le sorgenti di raggi X supermolli possono evolvere in una supernova di tipo Ia, in cui l'improvvisa e catastrofica fusione della materia disintegra la nana bianca.
Le sorgenti di raggi X supermolli furono scoperte dall'osservatorio Einstein e meglio analizzate dal satellite ROSAT.